# Surbo
Surbo község (comune) Olaszország Puglia régiójában, Lecce megyében.

## Fekvése
A Salentói-félszigeten fekszik, Leccétől néhány kilométernyire északnyugatra.

## Története
Egyike a vidék legfiatalabb településeinek. Egyes történészek szerint a 14. században alapították és nevét a vidéken élő vörösberkenyefáról kapta (olaszul sorbo). Egy Tankréd szicíliai király által 1181-ben kiadott bulla azonban említést tesz Aurioról, a Leccei Grófság egyik kis falujáról, amely a mai település része. A 16. századtól önálló báróság volt, majd a 19. század elején, amikor a Nápolyi Királyságban felszámolták a feudalizmust, önálló községgé vált.

## Népessége
A népesség számának alakulása:

## Főbb látnivalói
- Palazzo Baronale - a 17. században épült kis barokk nemesi palota.
- Santa Maria di Cerrate-apátság - a 12. században alapították Szent Bazil-rendi szerzetesek.
- San Giuseppe-templom - a 16. században épült kis barokk templom.
- San Pantaleone-templom - 1887-ben épült.
- San Vito-templom - a 17. században épült.
- Santa Maria del Popolo-templom - a 11. században épült román stílusban,.